# Première Nation Oromocto
La Première Nation Oromocto est une Première Nation micmaque de la province canadienne du Nouveau-Brunswick. Une seule réserve indienne est à l'usage et au profit de la Première Nation, soit celle de Oromocto 26, située à environ 15 kilomètres à l'est de Fredericton. En 2022, sa population est de 848 personnes, dont 503 habitent hors de la réserve. 
La chef de la Première Nation est Shelley Sabattis et le conseil de bande est formé de cette dernière et de sept conseillers.